# Reinstorf (Lüder)
Reinstorf ist ein Ortsteil der Gemeinde Lüder (Samtgemeinde Aue) im niedersächsischen Landkreis Uelzen. 

## Geografie und Verkehrsanbindung
Der Ort liegt nordwestlich des Kernortes Lüder und westlich von Bad Bodenteich. 
Das Naturschutzgebiet Schweimker Moor und Lüderbruch liegt südlich und das Naturschutzgebiet Bornbachtal nordwestlich.
Östlich verläuft der Elbe-Seitenkanal.
Die B 4 verläuft westlich.

## Söhne und Töchter des Ortsteils
- Heinrich Schröder (1850–1883), evangelischer Missionar und Märtyrer